# Trafoier Bach
Der Trafoier Bach (auch Trafoibach) ist ein 10 Kilometer langer Zufluss des Suldenbachs in den Ortler-Alpen in Südtirol. Der Trafoier Bach entspringt am Stilfser Joch und entwässert ein Gebiet von 51 km² im Trafoital, das im Nationalpark Stilfserjoch unter Schutz gestellt ist. Die einzigen Ortschaften am Bach sind Trafoi und Gomagoi, die beide zur Gemeinde Stilfs gehören.